# Santa María Jaltianguis
Santa María Jaltianguis là một đô thị thuộc bang Oaxaca, México. Năm 2005, dân số của đô thị này là 569 người.